# Nikolai Michailowitsch Schwernik

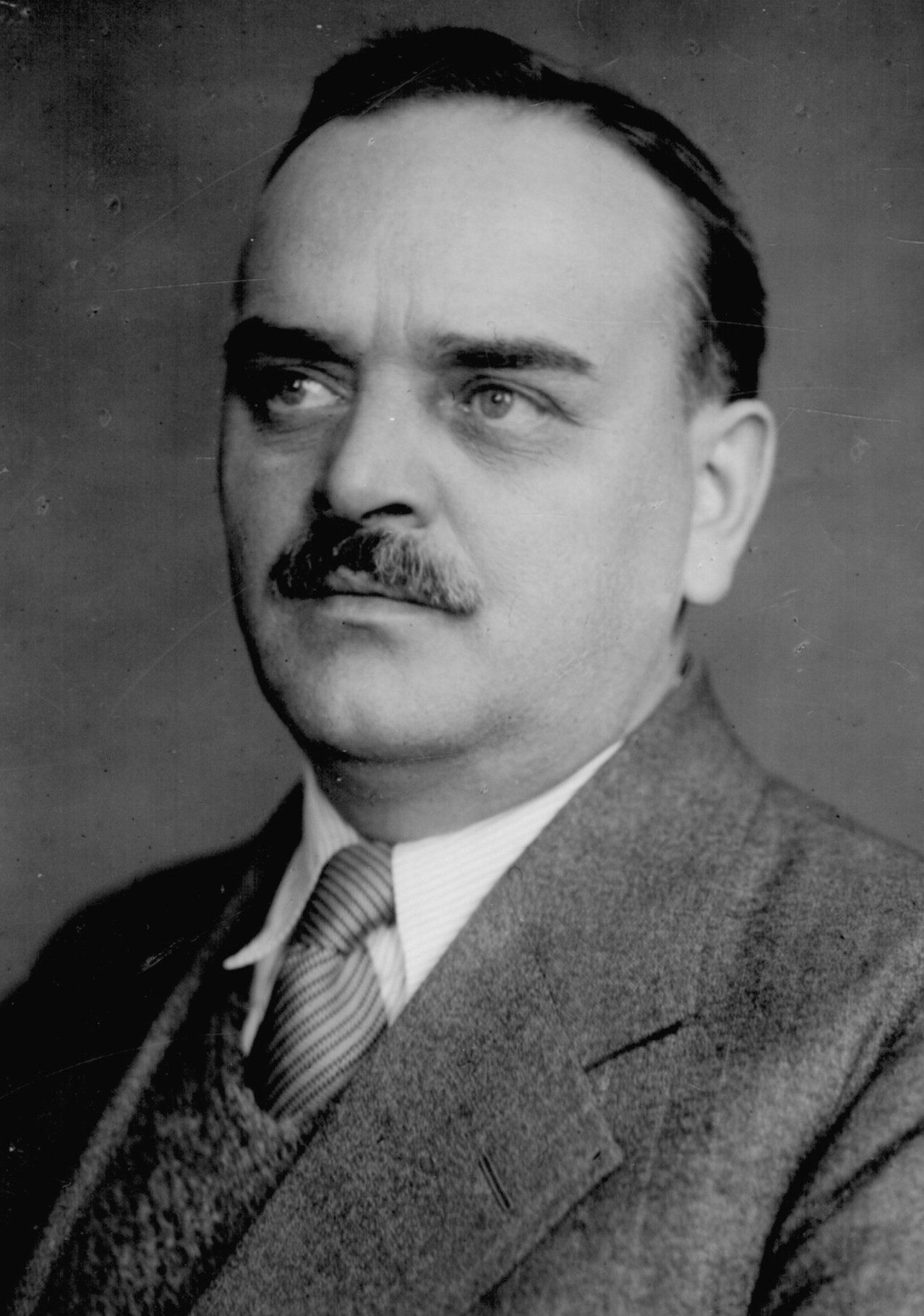
Nikolai Schwernik (1937)

Nikolai Michailowitsch Schwernik (russisch Николай Михайлович Шверник, wiss. Transliteration Nikolaj Michajlovič Švernik; * 7. Maijul. / 19. Mai 1888greg. in Sankt Petersburg; † 24. Dezember 1970 in Moskau) war ein sowjetischer kommunistischer Politiker. Vom 19. März 1946 bis 15. März 1953 war er Vorsitzender des Präsidiums des Obersten Sowjets der UdSSR und damit formell Staatsoberhaupt der Sowjetunion.

## Leben

### Aufstieg
Schwernik trat 1905 den Bolschewiki bei der Sozialdemokratischen Arbeiterpartei Russlands bei.
1924 wurde er Volkskommissar in der Russischen SFSR und 1925 Vollmitglied des Zentralkomitees der WKP (B). 1926 war er Sekretär des Zentralkomitees. 1927 bis 1928 war er Sekretär der Partei für das Gebiet des Urals. Josef Stalin entdeckte in ihm einen loyalen Unterstützer seiner Politik der schnellen Industrialisierung und holte ihn 1929 als Vorsitzenden der Metallarbeitergewerkschaft nach Moskau zurück. Er übte von Juli 1930 bis März 1944 die Funktion als Erster Sekretär des Zentralrats des Sowjetischen Gewerkschaftsbundes aus.
Nach dem deutschen Überfall auf die Sowjetunion im Juni 1941 war Schwernik für die Verlagerung der Schwerindustrie aus den westlichen Gebieten der Sowjetunion an den Ural verantwortlich.

### Im Zentrum der Macht
Von 1939 bis zum Oktober 1952 und von 1953 bis 1957 war Schwernik Kandidat des Politbüros. 1946 wurde er als Vorsitzender des Präsidiums des  Obersten Sowjets Nachfolger von Michail Kalinin und damit nominelles Staatsoberhaupt der UdSSR. Erst 1952 stieg er auf in das höchste politische Gremium der UdSSR als Vollmitglied im Politbüro der Kommunistischen Partei der Sowjetunion (KPdSU) (damalige Bezeichnung: Präsidium) vom 16. Oktober 1952 bis zum 6. März 1953, unmittelbar nach dem Tod Stalins. Er verlor diesen Sitz schon im folgenden Jahr, als dieses verkleinert wurde und er war erneut Politbüromitglied vom 29. Juni 1957 bis zum 8. April 1966.
Nach Stalins Tod wurde Schwernik am 15. März 1953 in seinem Amt als Staatsoberhaupt durch Woroschilow ersetzt und kehrte für die Zeit von 1953 bis 1956 auf seinen früheren Posten als Gewerkschaftsführer zurück. Nikita Chruschtschow empfahl 1956 Schwernik für den Posten des Vorsitzenden des Komitees für Parteikontrolle beim ZK der KPdSU. Als solcher war er bis zu seinem Ruhestand 1966 auch für die Rehabilitation der Opfer der stalinschen Säuberungen zuständig.
Schwerniks Urne wurde an der Kremlmauer in Moskau beigesetzt.